# Alpenruit
De alpenruit (Thalictrum alpinum) is een overblijvende plant uit de ranonkelfamilie (Ranunculaceae) die te vinden is in het noordpoolgebied en in de alpiene zone van de Europese en Noord-Amerikaanse hooggebergtes.

## Naamgeving enetymologie
- Synoniemen: Thalictrum acaule Cambess., Thalictrum cheilanthoides Greene, Thalictrum duriusculum Greene
- Frans: Pigamon des Alpes
- Duits: Alpen-Wiesenraute
- Engels: Alpine Meadow-rue

De botanische naam Thalictrum is afgeleid van het Oudgriekse θάλικτρον, thaliktron, een naam gegeven door de oud-Griekse arts en botanicus Pedanius Dioscorides (ca. 40-90 n.Chr.) aan een plant met gedeelde bladeren. De soortaanduiding alpinum verwijst naar de Alpen.

## Kenmerken
De alpenruit is een lage, weinig opvallende, overblijvende, kruidachtige plant met een onvertakte stengel en een basaal bladrozet van gesteelde, dubbelgeveerde blaadjes met afgeronde bladlobjes.
De bloemen staan in een eindstandige tros en zijn voorzien van kleine schutblaadjes. Ze zijn radiaal symmetrisch, met een zeer eenvoudig bloemdek van enkele kleine purpergekleurde kroonblaadjes en een tiental violette meeldraden, langer dan de kroonblaadjes en met gele helmhokjes.
De plant bloeit van juni tot juli.

## Habitaten verspreiding
De alpenruit groeit voornamelijk in zonnige maar vochtige hooilanden en op rotsige plaatsen op basische bodems, in het gebergte van 1900 tot 2900 m hoogte.
De plant kent een alpien-arctische verspreiding, ze komt voor in het hele arctisch gebied van Eurazië en Noord-Amerika (Alaska, noordelijk Canada en Groenland) en daarbuiten in bijna alle Europese gebergtes (Alpen, Pyreneeën, de bergen van Scandinavië) en de Rocky Mountains in Noord-Amerika.
... · T. alpinum (Alpenruit) · T. aquilegifolium (Akeleiruit) · T. flavum (Poelruit) · T. foetidum (Stinkende ruit) · T. macrocarpum · T. minus (Kleine ruit) · T. simplex (Onvertakte ruit) · T. tuberosum · ...